# Zhubi Jiang
Zhubi Jiang är ett vattendrag i Kina. Det ligger i provinsen Hainan, i den södra delen av landet, omkring 160 kilometer väster om provinshuvudstaden Haikou.
Genomsnittlig årsnederbörd är 1 630 millimeter. Den regnigaste månaden är juli, med i genomsnitt 279 mm nederbörd, och den torraste är februari, med 13 mm nederbörd.